# NTT西日本-東中国
NTT西日本-東中国（エヌティティにしにほん-ひがしちゅうごく）は、かつて岡山県岡山市北区に本社を置き、電気通信設備関係や工事関係などで主に岡山県・鳥取県を管轄していた、西日本電信電話（NTT西日本）の子会社。
グループ再編のため、2008年7月1日付で、NTT西日本-山口とともにNTT西日本-中国に吸収合併され、NTTビジネスソリューションズ株式会社となった。

## 事業所
- 本社・総務担当・テレマーケティング担当
  - 岡山県岡山市北区中山下二丁目1番90号
- 人材派遣事業部門
  - 岡山県岡山市北区中山下一丁目8番45号
- ネオッツサポートセンタ
  - 岡山県岡山市北区中山下一丁目8番53号
- 岡山第一営業担当・岡山第二営業担当・パーツセンター・ITプラザ・パソコン教室
  - 岡山県岡山市北区奉還町三丁目22番10号
- 工事立会担当
  - 岡山県岡山市北区東古松一丁目12番25号
- 倉敷支店倉敷営業担当
  - 岡山県倉敷市老松町三丁目3番1号
- 倉敷支店立会受付担当
  - 岡山県総社市総社一丁目12番20号
- 津山支店津山営業担当
  - 岡山県津山市大手町1番1号
- 津山支店地下設備立会・ブロードバンドアクセス設備担当
  - 岡山県津山市山北675番地2
- 鳥取事業部総務部・営業部・企画部・ソリューション営業部・BB推進室
  - 鳥取県鳥取市湯所町二丁目258番地
- 鳥取事業部ITビジネス部・設備部
  - 鳥取県鳥取市寺町50番地
- 鳥取事業部設備部工事立会受付・ブロードバンドアクセス設備担当
  - 鳥取県鳥取市富安一丁目18番地
- 鳥取事業部米子支店
  - 鳥取県米子市角盤町一丁目76番地
- 鳥取事業部米子支店土木工事立会・ブロードバンド設備サービス担当
  - 鳥取県米子市東福原六丁目6番19号

## 事業内容
- 電気通信設備に関わる設備提案、設計、工事、保守、交換局管理、コンサルティング及び設備・品質管理。IP電話やインターネット接続サービスを担当。
- 西日本電信電話株式会社等からの問い合わせ、注文受付、販売業務等の受託　等

## 担当地域
- 岡山県全域
- 鳥取県全域